# Louis H. Kauffman

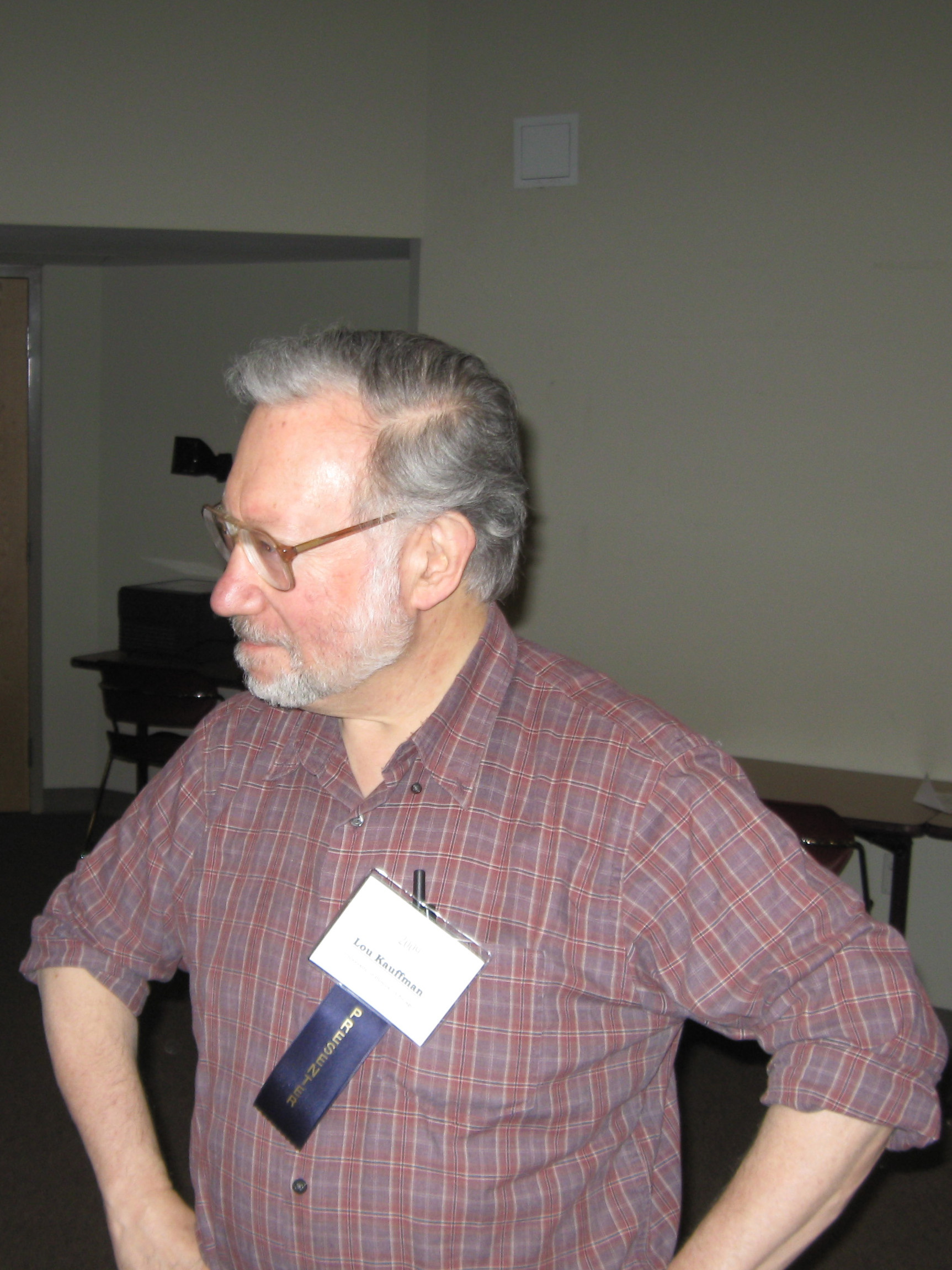
Louis H. Kauffman (2009)

Louis H. Kauffman (Louis Hirsch Kauffman; * 3. Februar 1945) ist ein US-amerikanischer Mathematiker, der für seine Arbeiten in der Knotentheorie bekannt ist.
Kauffman studierte am Massachusetts Institute of Technology (MIT) und machte dort 1966 seinen Bachelor-Abschluss. 1972 wurde er bei William Browder an der Princeton University promoviert (Cyclic Branched-Covers, O(n)-Actions and Hypersurface Singularities). Er ist zurzeit Professor an der University of Illinois at Chicago. Er war u. a. Gastprofessor an der Universität Saragossa, der University of Iowa, dem Institut des Hautes Études Scientifiques (IHES) bei Paris, dem Institut Henri Poincaré in Paris und dem Isaac Newton Institute in Cambridge.
Kauffman untersuchte Knoten und ihre Beziehungen zur Quantenfeldtheorie, statistischen Mechanik. Von ihm stammen die Kauffman-Polynome in der Knotentheorie und die Virtuelle Knotentheorie. Er gab Interpretationen der Alexander- und Jones-Invarianten der Knotentheorie durch Zustandssummen (ähnlich denen der statistischen Mechanik). Bei der Jones-Invariante benutzte er dafür seine von ihm eingeführten Bracket-Polynome.
Kauffman beschäftigt sich auch mit Kybernetik. Er war 2007 Präsident der American Society for Cybernetics und erhielt 1993 deren Warren McCulloch-Preis. Er hat eine Kolumne in der Zeitschrift Cybernetics and Human Knowing.
Er ist Fellow der American Mathematical Society. 

## Bücher
- On Knots. Princeton University Press, 1987
- Knots and Physics. World Scientific, 1991; 2001
  - Knoten. Diagramme, Zustandsmodelle, Polynominvarianten. Spektrum, Heidelberg/Berlin/Oxford 1995, ISBN 3-86025-232-1
- mit Randy Baadhio: Quantum Topology. World Scientific, 1993
- mit Sostenes Lins Temperley-Lieb Recoupling Theory and Invariants of 3-Manifolds. Princeton University Press, 1994
- Knots and Applications. 1995
- The Interface of Knots and Physics. AMS 1995
- mit Andrzej Stasiak & Vsevolod Katritch: Ideal Knots. World Scientific, 1999
- mit Yumei Dang & Daniel Sandin Hypercomplex Iterations: Distance Estimation and Higher Dimensional Fractals. World Scientific, 2002
- Formal Knot Theory, Princeton University Press, 1983 (und erweitert: Dover Publications, 2006)
- mit J. Scott Carter & Seiichi Kamada: Intelligence of Low Dimensional Topology 2006. 2007